# Goianésia EC
Az Goianésia Esporte Clube, röviden Goianésia, labdarúgócsapatát 1955-ben Goianésiában hozták létre. Goiás állam első osztályában, valamint az országos bajnokság negyedosztályában, a Série D-ben szerepel.

## Játékoskeret
2015-től
| # |     | Poszt | Név               |
| - | --- | ----- | ----------------- |
|   | BRA | K     | Flávio Mendes     |
|   | BRA | K     | Leandro Silva     |
|   | BRA | V     | Maninho           |
|   | BRA | V     | Cleberson         |
|   | BRA | V     | Samuel Alves      |
|   | BRA | V     | Gustavo Goiano    |
|   | BRA | V     | Luciano           |
|   | BRA | V     | Derson            |
|   | BRA | V     | Roni              |
|   | BRA | V     | Leonardo Carvalho |
|   | BRA | V     | Bruno Paraíba     |

| # |     | Poszt | Név              |
| - | --- | ----- | ---------------- |
|   | BRA | KP    | Rafael           |
|   | BRA | KP    | Paulo Vítor      |
|   | BRA | KP    | Julian           |
|   | BRA | KP    | Adriano Da Matta |
|   | BRA | KP    | Romerito         |
|   | BRA | KP    | Zé Neto          |
|   | BRA | CS    | Wendell Lira     |
|   | BRA | KP    | Nonato           |
|   | BRA | KP    | Maranhão         |
|   | BRA | KP    | Walker           |